# Haustor
Haustor je zagrebački novovalni glazbeni sastav koji je bio aktivan od 1979. do 1990. godine.

## Povijest sastava
Korijeni grupe sežu u sastav Komuna, koju su radi neformalnih svirki 1977. g. osnovali Darko Rundek (rođen 1956. g.) i Srđan Sacher (rođen 1956. g.). Sam je Haustor stvoren dvije godine kasnije, a činili su ga pjevač i solo-gitarist Rundek, ritam-gitarist Ozren Štiglić i basist Srđan Sacher. Kako su vježbali u prostoriji "Kugla glumišta", koju su dijelili sa sastavom Azra, ispočetka im je na bubnjevima ispomagao njezin bubnjar, Boris Leiner, a onda im se priključio prvi stalni bubnjar, Zoran Perišić. Postavu su upotpunili puhači, saksofonist Damir Prica, zvan Capri, i trombonist Nikola Santro, koji je istovremeno svirao i u orkestru zagrebačkog HNK. Rundek je u novu grupu unio svoja kazališna iskustva, a Sacher svoje etnomuzikološke interese. Liberalna punkersko-novovalna atmosfera je omogućila istraživanje raznih polja glazbe i Haustor je te mogućnosti maksimalno iskoristio. Grupa se kalila po koncertima, na kojima im se redovito priključivao Jurij Novoselić iz grupe Film (u njoj poznat kao Kuzma Videosex), a zauzvrat je s ovima na koncertima ispočetka nastupao Nikola Santro.
Godine 1981. snimaju prvi singl u produkciji Huseina Hasanefendića, vođe Parnog valjka. Udarnu stranu ploče je zauzela pjesma koja se već vrtila po radijskim programima i s kojom je sve više ljudi identificiralo sastav. Bila je to, naravno, Sacherova "Moja prva ljubav", na kojoj je solo na saksofonu odsvirao Jurij Novoselić. Iako je na svojim plećima ponijela velik dio zasluga za definitivan proboj Haustora, ta je pjesma, kako je vrijeme odmicalo, grupi postajala svojevrstan kamen oko vrata. Na B-strani singlice našla se isto tako Sacherova pjesma, Pogled u BB, koja je pokazala da dečki imaju sluha i za angažiranije teme. Kako je singl sniman u vrijeme kad su se u grupi događale određene personalne promjene, Zoran Perišić, koji je tada napustio sastav, svirao je samo na drugoj strani ploče, dok je na prvoj kao bubnjar opet uskočio Boris Leiner. Na jednom su nastupu u sklopu manifestacije "Pozdrav iz Zagreba" ukrali koncert Prljavom kazalištu, kojem su bili predgrupa. Darko Rundek se u to doba na sceni pojavljivao kao pantomimičar lica obojenog u bijelo, u plavom radničkom kombinezonu i uz improviziranu pantomimu.
U grupu nakon toga dolaze novi bubnjar, Srđan Gulić, koji će s njom ostati do samog kraja, a zvuk obogaćuje i klavijaturist Zoran Vuletić (do tada su se klavijaturama sporadično bavili puhači grupe). Iste su godine snimili i svoj prvi, istoimeni album, opet pod Hasanefendićevom producentskom palicom. Kao najava long-play ploče izašao je singl s dvije stvari s nje, Sacherovom pjesmom "Radio" i Rundekovom "Crni žbir". Izvorna je koncepcija album podijelila na prvu, uglavnom Sacherovu stranu i drugu, uglavnom Rundekovu. No jedna je od pjesama, "Radnička klasa odlazi u raj", zapela za oko dušobrižnicima koji su već i sam naslov držali isuviše provokativnim da bi mogla proći. I tako je prvu stranu ploče, umjesto predviđene, zatvorila "Moja prva ljubav", za tu priliku skinuta s prvog singla grupe. Neki su kritičari smatrali da je jedini ozbiljni nedostatak ploče uvrštavanje po njihovom sudu ne baš najbolje verzije pjesme Duhovi, koja je na koncertima pokazala mnoga svoja lica. Grupa je u svojoj glazbi izmiješala utjecaje koji su došli s punkom i novim valom, karipske utjecaje (poglavito one s Jamajke), te big-bandovsku strukturu puhačkih dionica. Ponudili su svjež zvuk koji se razlikovao od onoga što je nudio ostatak tadašnje zagrebačke, hrvatske i jugoslavenske rockerske scene.
Iste je godine zagrebački Muzički bijenale odlučio upriličiti dvije rockerske večeri u zagrebačkom Domu sportova. Na jednoj su od njih Haustor, zajedno s beogradskim Šarlom akrobatom, svirali kao predgrupa britanskoj skupini Gang of Four.
Krajem godine je Haustor, ovaj put u produkciji Stanka Juzbašića, snimio jednu od svojih najboljih ploča, singlicu "Majmuni I Mjesec/Zima/Capri". U međuvremenu je iz grupe otišao Zoran Vuletić, što joj je uz novog producenta dalo čvršći zvuk. Ploča je nezasluženo prošla nezapaženo, jer je nije slijedio album, već privremeni prestanak djelovanja sastava radi odlaska njegovih članova na odsluženje vojnog roka. I danas se spekulira o tome jesu li tada bile snimljene još neke njihove pjesme, možebitno za drugi album grupe, a povodom raznih su obljetnica članovi sastava najavljivali izlazak mini-LP ili maxi-singl ploče s neobjavljenim materijalima sastava, ali iza takvih je obećanja slijedila šutnja.
Da je Haustor u tom trenutku imao pjesama za LP, dokazuje snimka s njihovog oproštajnog koncerta. Prije odlaska u vojsku su se dečki odlučili (privremeno) oprostiti od publike koncertom 6. siječnja 1982. g. u legendarnom Kulušiću. Nastup je bio koncipiran kao sjećanje na koncert koji je grupa izvela prije 100 godina, a kojeg se, evo, sada, 2082. g. prisjećamo uz jedinog preživjelog sudionika prvotnog koncerta, samog Rundeka. Uz sastav koji je snimio zadnji singl, nastupili su i vjerni Jurij Novoselić, te sam producent Stanko Juzbašić na udaraljkama. Koncert je snimljen, a tu su snimku, navodno bez ikakvih dotjerivanja, 1995. g. objavili Blind Dog Records i Dallas pod naslovom "Ulje Je Na Vodi" (stih iz neizbježne "Moja Prva Ljubav"). Na toj snimci čujemo osam pjesama (njihov standardni instrumentalni uvod u svaki koncert do tog doba "Pali i vuci", "Podne", "Cijeli Svijet Je Bolestan", "Kad Mi Pukne Film", Rundekova a cappella "Da Je s Čisteg Vina Morje", "Radnička Klasa Odlazi U Raj", "Sve Znam", te "Neobičan Dan", koja će uskrsnuti na idućem albumu grupe) koje do tog doba nisu snimljene niti objavljene. Uz možebitnu drukčiju verziju pjesme "Duhovi" (koji su lako mogli postati Haustorovom "Ciklamom") i stvari s trećeg singla, sasvim dovoljno materijala za ispunjavanje dvije strane long-play ploče.
Nakon toga su članovi grupe otišli u vojsku, a Haustor je mirovao godinu dana. No kad se vratio, više nije bio isti. Ozren Štiglić je u međuvremenu napustio sastav, tada su se za to iznosili „zdravstveni razlozi”, a zamijenio ga je Zoran Zajec. No tim je odlaskom Haustor podosta izgubio, jer je u kombinaciji Štiglić–Rundek prvi svirao ritamsku, a drugi, povremeno solističku gitaru. Sada je pak Rundek preuzeo ritamske dionice, a Zajec solističke. I dok se samom Zajecu kao solo-gitaristu stvarno nema što zamjeriti, Rundek je definitivno inferioran Štigliću, jednom od boljih ritam-gitarista, i to ne samo u Hrvatskoj ili tadašnjoj Jugoslaviji. U međuvremenu je i Nikola Santro nestao (ali on samo privremeno), a postava je Darko Rundek, Damir Prica, Zoran Zajec, Srđan Sacher i Srđan Gulić 1984. g. snimila drugi studijski album grupe, "Treći svijet". Ploča je snimana u studiju i produkciji Željka Brodarića. Sve su pjesme zajednički potpisali Darko Rundek i Srđan Sacher. Analiza kasnijih karijera njih dvojice otkriva da su dužnosti podijelili prilično stereotipno; Rundek je pisao stihove, a Sacher glazbu. Haustor je zato pjesnički skrenuo u ono što je neki duhoviti kritičar nazvao Corto-Maltese-rockom, iz koje se kolotečine Rundek neće tako brzo izvući. Glazbeno pak gledano, Treći svijet je bio prvi domaći autorski reggae-album. Reggae ovdje ne treba shvatiti kao skidanje jamajkanskih uzora, već kao adaptaciju tamošnjih glazbenih dostignuća u domaćim okvirima. Na albumu se konačno našla i, ovdje prilično neprimjerena "Radnička klasa odlazi u raj", a najbolje su pjesme one na kojima gostuje tadašnji vođa sastava Ayllu, Robert Lovrić, svirajući siku i kenu- "Skriven iza lažnih imena" i naslovna "Treći svijet". Grupi su se na scenskim nastupima pridružili Lovrić i Leiner.
No nakon ovog albuma je došlo do prvih ozbiljnih potresa u grupi. Rundek je držao da "Treći svijet" većim dijelom Sacherovo autorsko djelo i smatrao je da sada i on ima pravo na ploču na kojoj bi dominirao. No Sacher se s time nije složio, već je htio nastaviti dalje po istoj formuli. Autorski se dvojac razišao i Sacher je napustio grupu. U svojoj potrazi za južnoameričkim izvorom reggaea prvo se pridružio skupini Ayllu, koja je njegovala glazbeni izričaj potomaka Inka, zatim se s Gulićem (koji je ostao u članom Haustora i paralelno surađivao sa Sacherom) i kantautorom Nebojšom Stijačićem udružio u skupinu Brojani, a zatim je ista ritam-sekcija uz Novoselića osnovali minimalističku hardcore-jazz grupu Dee-Dee Mellow, da bi se na kraju Sacher s Leinerom i Maxom Wilsonom skrasio u skupini Vještice. Izdao je i knjigu poezije, Cargo Cult. Sam Rundek je pak krenuo u svojevrsnu potragu za izgubljenim Haustorom.
Idući su album Haustora, "Bolero", snimljen 1985. g., kao članovi grupe potpisali samo Rundek, Zajec i Prica, dok se među gostima spominju i Gulić, i Santro, i Jurij Novoselić, ali i trubač Igor Pavlica, koji će duže vrijeme surađivati s Rundekom. Rundek je poetiku s prethodnog albuma proširio i ponudio neke od pjesama koje će se kasnije naći u izborima za najbolju jugoslavensku rock pjesmu svih vremena, kao što su Šejn i Ena, koje će se naći na drugom, odnosno jedanaestom mestu u izboru B92 100 najboljih domaćih pjesama iz 2006, dok se Šal od svile našao na osmom mjestu liste najboljih jugoslovenskih rock balada po izboru portala Balkanrock.
Dvije godine kasnije izdan je zadnji album Haustora. Rundek je na sebe preuzeo i produkciju i design omota. Kao članovi su skupine navedeni Rundek, Zajec, Gulić, Prica, Santro, Pavlica, te sintesajzerist Julije Reljić i basist Marino Pelajić (dok je svirao u Filmu nazivao se Udo Barraccudo). Kao gosti su tu Jurij Novoselić, Robert Lovrić, ali i Srđan Sacher na četiri pjesme. Rundek je ovaj put pružio priliku i nekom drugom: pjesmu "Skidaj se" napisala je i izvela grupa "Hipno" u kojoj je bas-gitaru svirao Zoran Zajec. Kasnije je ista grupa promijenila ime u "Kišni psi", koja se sastajala od Ante Perkovića, autora materijala i ritam gitarista, a solo gitaru je svirao Zoran Zajec.
Haustor su 1990. g. snimili nekoliko pjesama za svoj idući album, ali grupa se jednostavno raspršila. Sam je Rundek s obitelji otišao živjeti u Pariz. Povremeno je nastupao kao basist free-rock skupine Cul-de-sac. Haustor se okupio još dvaput kako bi nastupio u zagrebačkom Domu sportova, prostoru koji u vrijeme vrhunca svoje karijere ni u snu ne bi mogli popuniti. Prvi put je to bilo povodom desete obljetnice postojanja, kad su dali cjelovit presjek svoje karijere. Na pozornici su se kronološki izmjenjivale postave grupe, svaka od njih izvodeći svoj dio materijala sastava. Drugi je put to bilo 1996. g., kad su na istom mjestu nastupili Rundek, Zoran Zajec, Srđan Sacher, Damir Prica, Nikola Santro i Igor Pavlica. Ozren Štiglić je, nažalost, nastupio tek kao gost, a ostali su gosti bili Robert Lovrić, Boris Leiner, Max Wilson i Novoselićev brat Sergej Novoselić na violini.
Kasnije, 2015. godine je izdana kompilacija svih četiri albuma Haustora, kao i kompilacija njihovih najpoznatijih pjesama. 2017. godine objavljuje se nedovršeni peti album Haustora, Dovitljivi mali čudaci. 2021. godine, Croatia Records je najavila novo, remasterirano izdanje Haustorovog prvog albuma na vinilu.

## Diskografija
- Moja prva ljubav / Pogled U BB (SP, Jugoton SY-23780, 1981.)
- Radio / Crni žbir (SP, Jugoton SY-23811, 1981.)
- Haustor (LP, Jugoton LSY-61600, 1981.)
- Majmuni i mjesec / Zima / Capri (SP, Jugoton SY-29193, 1981.)
- Treći svijet (LP, Jugoton LSY-63193, 1984.)
- Bolero (LP, Jugoton LSY-63235, 1985.)
- Tajni grad (LP, Jugoton LSY-63308, 1988.)
- Tajni grad (MC, Jugoton CAY-2178, 1988.)
- 1981, 84, 85, 88 (CD kompilacija, Croatia Records – Silver Red Music Group, 1995.)
- Ulje je na vodi (CD, snimka oproštajnog koncerta prije odlaska u vojsku 6. I. 1982., Blind Dog Records - Dallas CD 124, 1995.)
- Haustor (CD reizdanje prvog albuma i sva tri singla, Croatia Records - Perfekt Musk, CD-D-K 5096122, 1997.)
- The Ultimate Collection - kompilacija (Croatia Records, 2008.)
- Dovitljivi mali čudaci (2017.)

## Vanjske poveznice
- Discogs Haustor
- Diskografije.com  Arhivirana inačica izvorne stranice od 19. veljače 2016. (Wayback Machine) Haustor
- Diskografija.com Haustor